# Fort Solis
Fort Solis est un jeu d'aventure et d'horreur sorti en 2023, développé par Fallen Leaf et Black Drakkar Games et édité par Dear Villagers (Plug In Digital). Se déroulant en 2080, l'histoire suit Jack Leary, un ingénieur qui arrive à la station minière martienne éponyme après le déclenchement d'une alerte d'urgence. Le jeu se joue à la troisième personne : le joueur explore la station et interagit avec les objets. À certains moments, il incarne la collègue de Jack, Jessica Appleton.
Le jeu a été conçu au début de la pandémie de Covid-19, dans le but d'adapter le style cinématographique de la télévision en streaming (en) au format vidéoludique. Les développeurs souhaitaient que le récit reflète des problématiques réelles, comme la pandémie, afin d'illustrer la vulnérabilité humaine et les environnements hostiles. Roger Clark, Julia Brown (en) et Troy Baker ont respectivement assuré la capture de mouvement et les voix de Jack, Jessica et Wyatt Taylor.
Fort Solis est sorti sur PlayStation 5 et Microsoft Windows en août 2023. Une version macOS est sortie plus tard en octobre. Le jeu a reçu un accueil critique mitigé, les critiques s'intéressant aux performances des acteurs, aux graphismes et à la conception sonore. Les critiques étaient ambiguës quant à la narration et critiquaient le gameplay. Fallen Leaf s'est associé à Studios Extraordinaires pour développer un film et une série télévisée basés sur Fort Solis.

## Système de jeu
Fort Solis est décrit par Fallen Leaf comme un thriller psychologique, tandis que les publications de jeux vidéo le qualifient de jeu d'horreur et d'aventure. Jouable à la troisième personne (en), il est présenté sans coupures de caméra ni écrans de chargement.
Le joueur incarne l'ingénieur Jack Leary, avec deux segments mettant en scène sa collègue, Jessica Appleton, et traverse la station martienne éponyme où une alerte d'urgence a été déclenchée. La station est divisée en neuf sections interconnectées, composées de structures de surface et de niveaux souterrains reliés par des tunnels ; le joueur peut utiliser un rover pour traverser la surface. Au cours de l'exploration, le joueur trouve des cartes-clés pour ouvrir de nouvelles sections, résout des énigmes et découvre divers journaux digitaux, enrichissant ainsi les informations sur l'univers du jeu. Le joueur utilise un appareil portable pour interagir avec l'environnement, par exemple en crochetant des serrures ou en piratant des portes. Le jeu propose également des quick time event (QTE) à des moments précis de l'histoire.

## Trame
Alors que les techniciens de maintenance Jack Leary (Roger Clark) et Jessica Appleton (Julia Brown) se préparent à une tempête imminente sur la colonie martienne de Fort Minor, ils reçoivent une alerte d'urgence d'une station minière voisine, Fort Solis. Se rendant sur place pour enquêter, Leary découvre la station verrouillée, sans aucun signe de l'équipage. Son exploration est d'abord limitée par le verrouillage et son manque d'accréditation en matière de sécurité.
En s'aventurant plus loin dans la station, il découvre des taches de sang et des signes suggérant qu'il n'est pas seul. Finalement, Leary découvre les corps de plusieurs membres de l'équipage de Fort Solis, tous blessés à l'arme blanche. Dans la baie de maintenance, où Leary tente de redémarrer les générateurs, il est attaqué par Wyatt Taylor (Troy Baker), le médecin de Fort Solis. Appleton, qui a maintenu le contact radio avec Leary, se rend à Fort Solis. À son arrivée, elle rencontre Taylor, mais échappe à son attaque et se lance à sa recherche. Alors qu'Appleton explore la station, Taylor utilise la radio pour la narguer et tente de l'attirer dans la serre. Au cours de ses recherches, elle découvre les corps des membres restants de l'équipage, tous apparemment assassinés.
Grâce aux enregistrements vidéo et audio laissés par l'équipage, Leary et Appleton découvrent les événements qui ont conduit au confinement de Fort Solis. Un accélérateur de croissance a provoqué une mort massive parmi les plantes de la serre de la station. Taylor a découvert que la culture de plantes et d'aliments sur le sol martien les infectait d'un virus qui se transmet aux humains par consommation. Lorsque les membres de l'équipage ont commencé à présenter des symptômes, Taylor a alerté l'agence supervisant Fort Solis, mais celle-ci a ignoré ses avertissements et l'a suspendu. Cherchant à contenir l'épidémie et à l'empêcher d'atteindre la Terre, Taylor a commencé à tuer ses collègues. Finalement, Appleton retrouve Taylor avec Leary inconsciente dans la serre. Remarquant ses mains tremblantes, symptôme du virus, Taylor lui inflige une grave blessure. Leary reprend conscience et tente de mettre Appleton en sécurité, mais Taylor les rattrape et tue Appleton alors qu'elle ferme un sas pour permettre à Leary de s'échapper. Leary traverse la tempête et se dirige vers un autre bâtiment, où il a une dernière confrontation avec Taylor. Bien que Taylor blesse Leary, les forces de sécurité, arrivées sur place et répondant à l'alarme de Fort Solis, l'abattent. Dans une fin alternative, Taylor surprend Leary dehors, pris dans la tempête. Ils se blessent mutuellement mortellement lors de l'affrontement et meurent tous deux, soit d'hémorragie, soit d'asphyxie due à des brèches dans leurs combinaisons spatiales.
Un enregistrement vocal diffusé pendant la scène post-générique révèle que Taylor contacte sa femme sur Terre avant de tuer ses collègues. Il lui ordonne de ne pas ouvrir une plante qu'il a renvoyée de la station et fait ses derniers adieux à sa femme et à ses filles. La scène suggère que ce message est arrivé trop tard et que sa famille a déjà été touchée par le virus.

## Développement

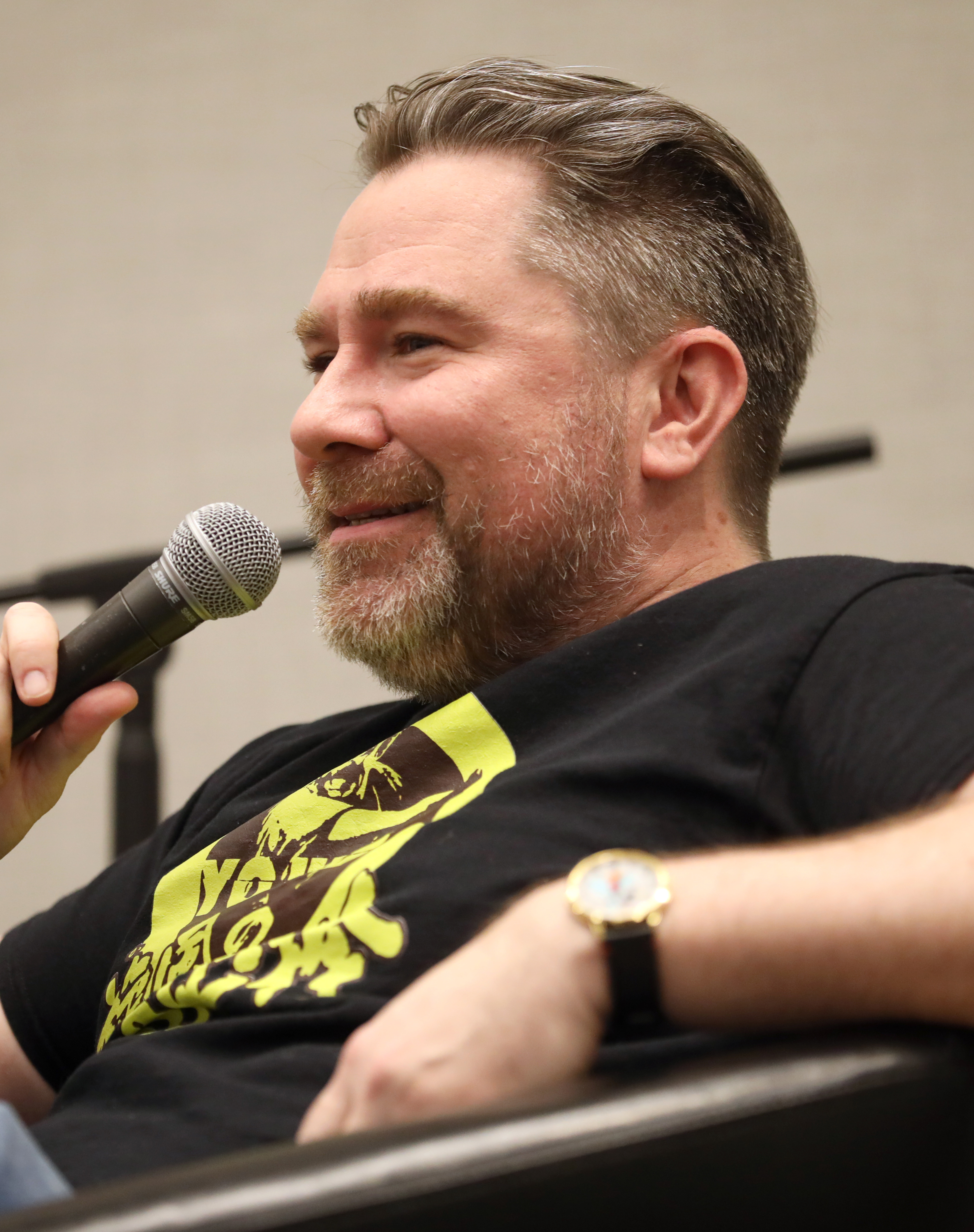
Roger Clark.

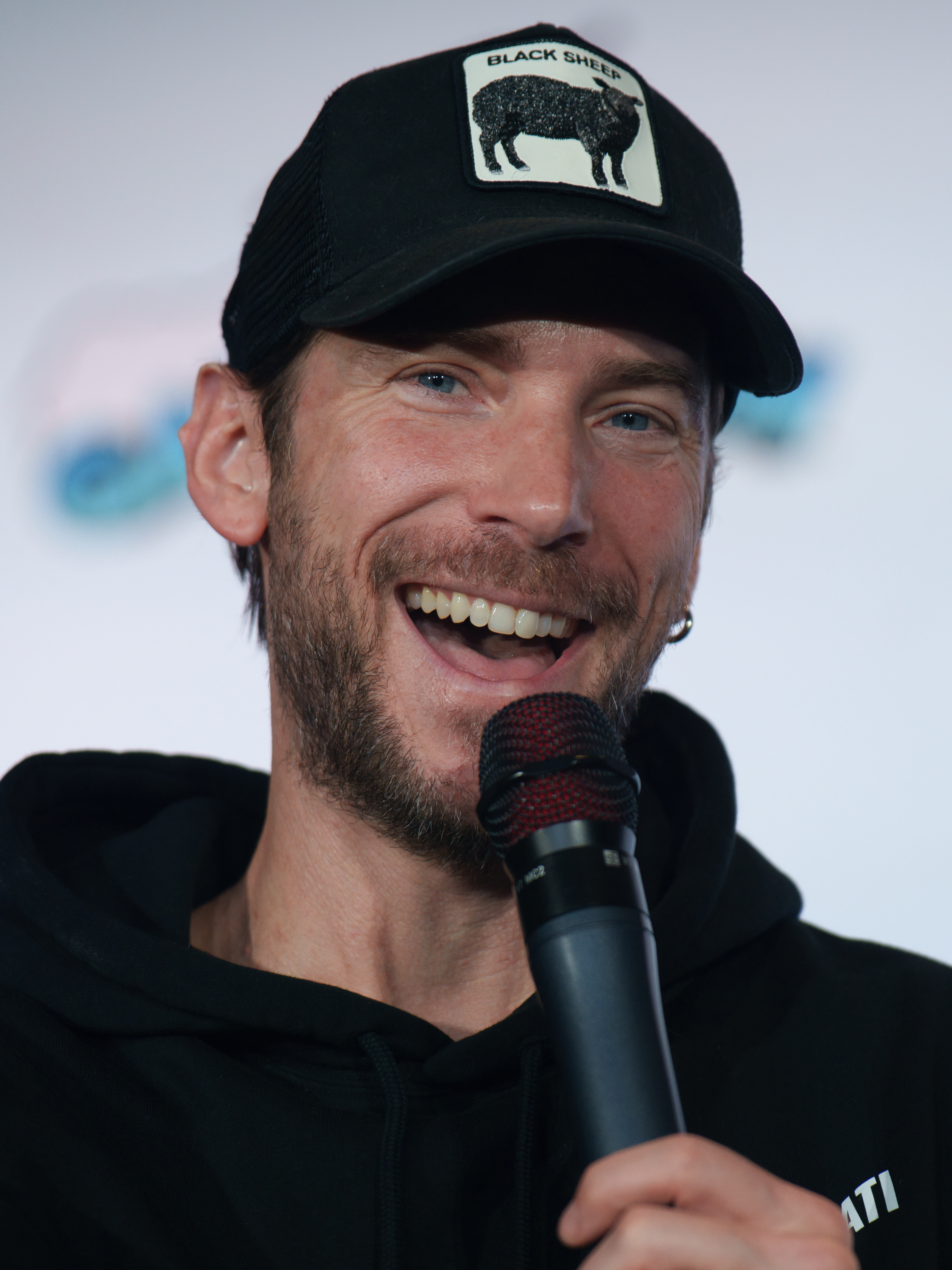
Troy Baker.

Fort Solis a été conçu au début de la pandémie de Covid-19. Le directeur du jeu, James Tinsdale, inspiré par son expérience de visionnage de télévision en streaming (en) pendant cette période, a imaginé adapter ce style narratif cinématographique au format jeu vidéo. Tinsdale, ancien d'Asobo Studio, a initié le projet avec le directeur artistique Mark Cushley, qui avait auparavant travaillé chez Evolution Studios et Traveller's Tales. Ils ont ensuite été rejoints par l'animateur technique senior Matt Lake et le producteur Max Barton. Après six mois de développement, l'équipe a obtenu des financements, permettant à leur studio, Fallen Leaf, de s'agrandir et d'embaucher dix personnes à Liverpool et Varsovie. Cette expansion a facilité l'externalisation de certains aspects du développement à Black Drakkar Games, un studio basé à Varsovie, qui a recruté dix personnes supplémentaires. En 2023, ils ont reçu un financement grâce à l'initiative MegaGrant d'Epic Games.
Tinsdale a déclaré que la narration du jeu reflétait des problématiques réelles, la pandémie ayant révélé la vulnérabilité humaine et un environnement hostile. Alors que les développeurs envisageaient initialement d'incorporer davantage d'éléments d'horreur, ils ont finalement opté pour un « thriller mystérieux » pour donner la priorité à une histoire axée sur les personnages. Troy Baker, qui incarnait l'officier principal Wyatt Taylor, a déclaré que le jeu lui avait été présenté comme un mélange de Dead Space et du film Moon (2009) de Duncan Jones. Tinsdale a ajouté que l'équipe visait à combiner les aspects psychologiques du film de Jones avec le « style isolé et industriel » de Dead Space. D'autres influences comprenaient les films Solaris (1972), The Thing (1982) et Sunshine (2007),, ainsi que les jeux vidéo de Quantic Dream et Supermassive Games. Les développeurs ont cherché à rendre le jeu « dense et profond plutôt que large » et aussi « dégonflé que possible ». Ils se sont inspirés des séries télévisées en streaming dans des aspects tels que la longueur et la structure de l'intrigue. Tinsdale explique : « Nous souhaitions cibler, en termes de rétention, les utilisateurs de Netflix, Apple TV+ ou Prime Video. Pour eux, une émission de huit heures représente un engagement important […] Nous avons analysé la situation et avons pensé que ce jeu ne pouvait pas durer plus de cinq heures avant que les plateformes ne deviennent lassantes ».
Roger Clark, connu pour son interprétation d'Arthur Morgan dans le jeu vidéo Red Dead Redemption II (2018), a été choisi pour incarner Jack Leary. L'équipe de développement a choisi Clark pour son expérience théâtrale et son interprétation de Morgan, tandis que Clark a vu dans ce rôle une opportunité d'explorer un archétype de personnage différent. Julia Brown (en), pour qui Fort Solis était son premier projet de jeu vidéo, a incarné Jessica Appleton, la collègue de Jack. L'apparence d'Appleton était basée sur celle de Brown. La relation entre Jack et Jessica s'est inspirée des personnages d'Henry et Delilah du jeu vidéo Firewatch (2016). Troy Baker a accepté le rôle de Wyatt car il était intéressé par l'histoire et souhaitait travailler avec Clark. Tinsdale a décrit Wyatt comme « probablement le personnage le plus complexe et le plus important du jeu ». Les acteurs ont réalisé des captures de mouvement et des voix, et ils ont pu improviser et adapter des éléments de leurs personnages.
Les développeurs ont privilégié la narration et l'atmosphère aux mécaniques de jeu (en), choisissant de supprimer les éléments jugés inutiles à l'histoire. Initialement conçu comme une expérience à la première personne, le jeu a évolué vers une perspective à la troisième personne (en) afin de mieux intégrer la conception d'un gameplay continu avec de longues prises. L'équipe a implémenté des « séquences clés », des séquences cinématiques avec des quick time event (QTE) inspirés de God of War (2018) et The Last of Us Part II (2020), permettant au joueur de garder le contrôle de son personnage. Ces séquences ont été conçues pour « imposer des choix au joueur ; nous ne voulions pas que les joueurs se contentent d'un QTE dont le résultat serait presque stéréotypé ». Fort Solis a été développé avec Unreal Engine 5 et les développeurs ont utilisé la technologie Omniverse Audio2Face de Nvidia pour les animations faciales. La philosophie visuelle visait une esthétique futuriste réaliste et réaliste, inspirée de la série télévisée The Expanse (2019-2022).
Fort Solis a été annoncé en juin 2022 lors du Summer Game Fest, avec une première bande-annonce présentée par Clark et Baker. En mars 2023, les journalistes ont pu assister à une démonstration lors de la Game Developers Conference et de la Penny Arcade Expo (PAX) East,. En juin, une édition spéciale contenant un artbook numérique et une bande-son, également inclus dans la version physique PlayStation 5, a été annoncée. Le jeu est sorti le 22 août sur PlayStation 5 et Windows. En octobre, une édition physique limitée pour PlayStation 5 a été mise en vente en Europe, et une version macOS est sortie plus tard dans le mois. Une version Xbox est actuellement en développement. En décembre, Fallen Leaf a annoncé un partenariat avec Studios Extraordinaires pour développer un film et une série télévisée basés sur Fort Solis.